# Vlog

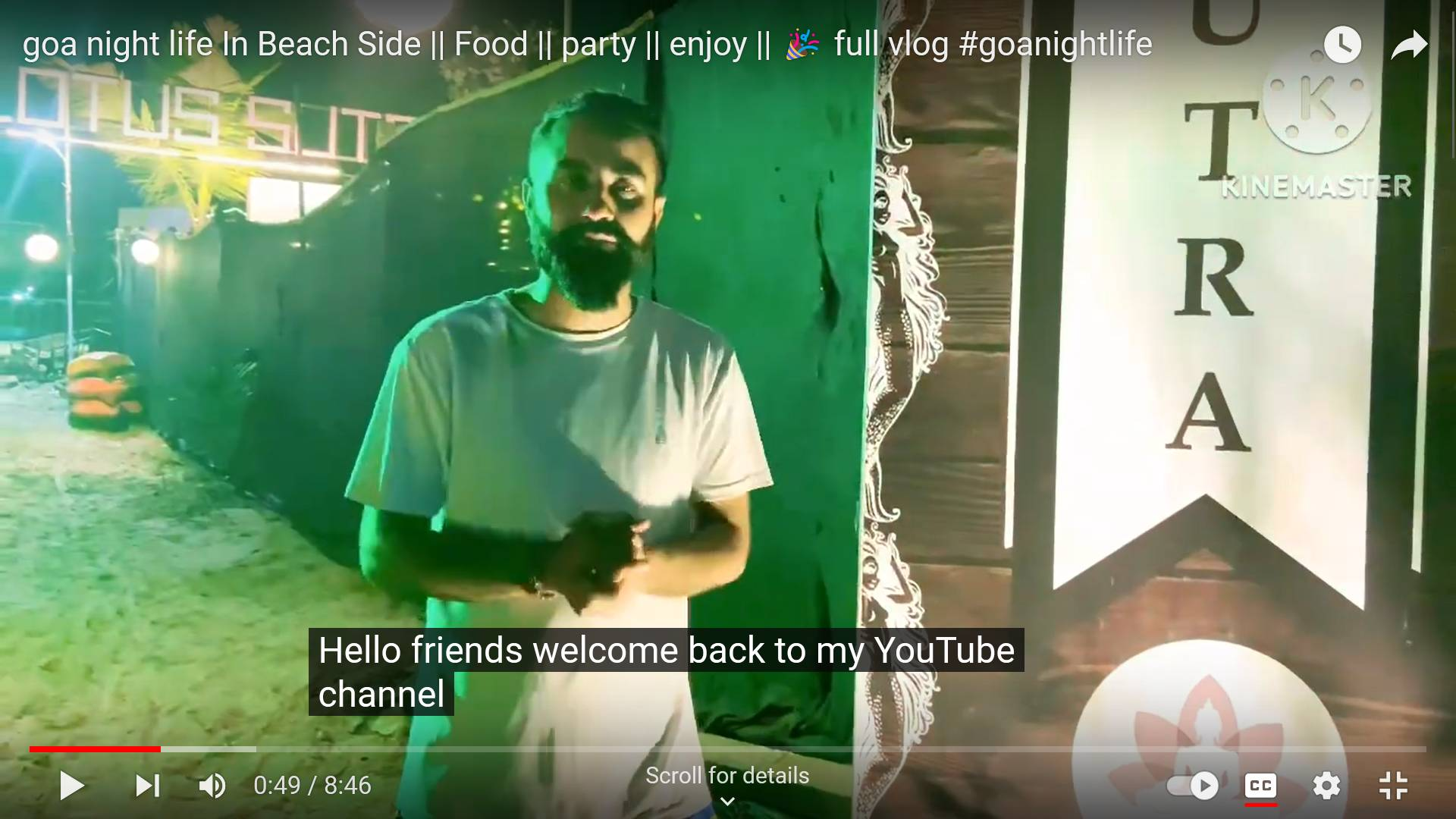
視聴者に挨拶するYouTube ブロガー

Vlog（ブイログ）とは、メディアが動画であるブログの一形態で、ビデオログ (video log)、ビデオブログ (video blog) の略称。
Vlogの投稿記事は多くの場合、動画の埋め込み（または動画リンク）にそれを補足する文章や画像その他メタデータを組み合わせたものである。投稿記事は1テイク（撮影開始から最後まで1本撮り）で記録されたものもあれば、複数に分割されることもある。Vlogは動画共有プラットフォームのYouTubeで人気のあるカテゴリーである。
近年では、Vlog制作がソーシャルメディア上で大きなコミュニティを生み出しており、デジタルエンターテイメントで最も人気のある形態の1つとなっている。Vlogは文章のブログとは対照的に、映像を通じてより深い背景内容を（面白い題材と共に）提供できると広く信じられている。またVlogは多くの場合、Webシンジケーションを利用したRSSやAtomを使ってインターネット上で動画を配信することができ、モバイル端末やパソコン上で自動集計や再生ができる（ビデオポッドキャストを参照）。

## 歴史
ニューヨークの芸術家ネルソン・サリバンは、1980年代にニューヨークとサウスカロライナ州周辺の動画をブログに似た形式で記録したことで知られている。
2000年1月2日、アダム・コントラスは芸能界を目指してロサンゼルスまで山野を移動している様子を友人や家族に告知する目的の動画をブログ記事と一緒に投稿し、この初投稿が後に史上最も長く継続するビデオブログになっていく。同年11月、エイドリアン・マイルズは動画を静止画像と文章に変換したものを投稿し、自分のビデオブログを称する"vog"という用語を創作した。映画製作者兼ミュージシャンのルーク・ブーマンは、2002年に自分の大学卒業記念旅行のビデオ日記としてTropisms.orgというサイト（現在は消滅）を立ち上げ、これがVlogやビデオログと呼ばれる最初のサイトの一つとされている。2004年、スティーブ・ガーフィールドが自身のビデオブログを立ち上げ、同年を「ビデオブログの年」と宣言した。

### YouTube
2005年を皮切りにVlog行為が急激に普及していった。同年2月に最も人気のある動画共有サイトYouTubeが設立されたのである。サイトの共同創設者ジョード・カリムは、2005年4月に"jawed"という自分のチャンネルで「動物園での私(Me at the zoo)」というYouTube最初のVlog映像をアップロードした。動物園にいる自分という普段の「日常」と「さりげなさの美学」がアマチュアによるVlogコンテンツの特色と位置付けられ、とりわけYouTuber達の間でYouTube動画の典型となった。2006年7月までにYouTubeは5番目に人気のあるウェブ配信先となり、毎日1億本の動画が視聴され、1日あたり65,000件の新規アップロードが行われるようになった。またYahoo!のビデオブロググループも2005年8月までに会員数が劇増した。
オープンソースなコンテンツ管理システムの多くが動画コンテンツを視聴できるようにしたことで、ブロガーが自身のVlogサイトを運営管理できるようになった。さらに、携帯電話にデジタルカメラ機能が付いたため、それで記録した動画コンテンツをWeb上に公開することもできるようになった。ラジオ局やテレビ局が、リスナーや視聴者との交流を助ける手段としてビデオブログを活用する場合もある。
YouTubeは、人々が自分の感情を表現する巨大なソーシャルコミュニティを作ることを目的とした人気のあるプラットフォームとなっている。それは、いつでもどこでも見知らぬ人達が寄り集まっては自分達の経験でお互いに安息を得る場所を作り出した。Vloggerが求める感情交流や支援といった親愛コメントが相当な数届くため、傷心Vlogを作ることが普遍的行為となっている

### ギネス世界記録
チャールズ・トリッピーは"Internet Killed Television"というYouTubeチャンネルに日々続く3,000以上の動画があり、これが2019年5月時点で「YouTubeに投稿された最長連続する日々の個人ビデオブログ」というギネス世界記録となっている。

### VidCon
米国カリフォルニア州ロサンゼルスで開催されるVidConは、YouTubeコンテンツ制作者と視聴者がコンテンツのアイデアやビジネスの接点を互いに共有することを目的とした年次大会である。 2010年7月10日と11日に第1回のVidCon大会が開催され、現在ではネットコンテンツ制作者、視聴者、代表者による最も大きな対人集会となっている。

## 用途

### 印象
Vlogは、非言語的な手がかり（主に映像）を用いてVloggerの人物像、文化、印象について学ぶことができるようになっている。研究者たちはAmazon Mechanical Turkのクラウドソーシングを使ってVloggerがどのような性格特性を持っているのかを判定する実験をした。多くのVlogは経験に対する外向性、誠実性、協調性、神経症、開放性という ビッグ5 の性格特性が具現化したものである。Mechanical Turkに加えて、研究者はVlog内で生じる手がかりも確認した。Vlogは、その制作に関連する要因（カメラの配置、照明、ロケ場所、カメラを見るのに費やす時間、間隔、配信、対話の量など）が沢山あることを考慮すると、それら要因に分解することができる。この情報とクラウドソーシングを使ったところ、性格調査の中で最も高い割合を占めたのが協調性であり、Vlog行為が協調性ある印象を形成するのに優れた場所であるという結果が明らかになった。ただし、他の形質（外向性など）でより多くの非言語的手がかりが目立っていた。いずれにしても、人柄がより興味深いVlog視聴体験を生じさせている。

### 教育
Vlog行為は、それが学生に高等教育の実践を提供する信頼性の高いプラットフォームであるのかを判断するため（米国では）学校体系で実験が行われている。研究者は、大学1年生42人をそれぞれ21人の対照群と実験群に入れて実験を行なった。各グループのやりたい事に基づく1年間の指導を経て、現在のスピーチ能力を反映する 口頭運用能力テスト(OPI) を学生全員に受けてもらった。対照群では自分達の標準的な記述能力で作業して独自のブログを作るよう指示され、 実験群では自分の能力にオンライン対話を組み込んで試すよう指示された。実験後に両グループとも得点は増えたが、実験群は教師と同級生間でのより対話的な学習環境の結果もたらされたスピーチ能力向上のおかげで、対照群を上回っていた。対照群は、ビデオブログを使わなかったため自分達のスピーチ能力に「自信が低いままだった」と主張した。

### 健康
Vlogは近年、視聴者に情報提供したり内輪グループを作ることが目的のプラットフォームがどうやって慢性疾患に苦しむ人々の周りに有用なコミュニティを形成していくのか、を研究する調査において使用されている。糖尿病、癌、ヒト免疫不全ウイルス(HIV)といった慢性疾患に苦しむVloggerを対象にした実験で、研究者たちは当人達とコメントを書き込む人達との関係性を調査した。Youtuber36人から72のVlogサンプルが採取された。大部分のVloggerは、経緯と感情的な影響を視聴者に伝えるため、自分の物語を振り返ったり共有する方法としてVlogを投稿している。この研究では、まず個人的特徴を共有する多くのアドホックな少数グループが作られて、それが時間経過とともに膨れ上がるオンラインコミュニティを作り、やがてVloggerが必要とするサポートを提供する支援コミュニティ作りに関与するさらに多くの視聴者を獲得することが判明した。

## 種類
個人Vlog個人Vlogは、自分達が人々に紹介したい情報を届けるために各々を記録するオンライン動画である。その視聴者達は企業や組織のVlog視聴者ほど多様ではない。
生放送VlogYouTubeは2008年にYouTube Liveという生放送の配信機能を発表した。この機能はInstagramやFacebookといった他のソーシャルプラットフォームによっても確立された。
教育的Vlog特定の主題について視聴者を教育する意図で作られたビデオブログ。
傷心Vlog喪失感、悲しみ、嘆きの心情を吐露する意図で作られたビデオブログ。
対話式Vlog落ち着いた市民討論を生み出す意図で作られたビデオブログ。

## YouTubeの存在
YouTubeは現在、ウェブ上で最も訪問数の多い上位3サイトに位置づけられている。ビデオブロガーやVloggerとの交信が多い地域で、YouTubeはこれら参加者達が個人的な動画を放送するプラットフォームを作っており、それは多くの場合ハンディカメラを使用して撮影されている。YouTubeコミュニティにおけるVlogの人気はここ数年で急激に上昇しており、登録数の多い YouTubeチャンネル上位 100 件のうち17件は映像の主なスタイルとしてVlogを提供している。これらVloggerの多くは YouTubeパートナープログラム の一部であり、そこでは同産業を専門職化（プロ化）して動画制作から金銭収益化ができるようになっている。このプロ化は様々なチャンネルへの更なる露出を増やす手助けをするほか、その分野内での安定地位を生み出す。加えて、このプロ化によりコンテンツ制作者は視聴者から信頼ある情報源と見なされるようになる。さらに、Vloggerは持続可能な職歴に自分のチャンネルを組み込むこともできる。2013年、最高額の有料vloggerには1年で最低72万ドルがもたらされた。ハリウッドはこの上昇著しいメディアに注目し、その価値をディズニー傘下のマーベル・エンターテインメントなどの娯楽企業よりも上に位置付けている。

## ドキュメンタリー
『I'm Vlogging Here』は90分のVlogドキュメンタリー作品(vlogumentary)で、これはビデオブログの世界を文書化することに焦点を当て、このメディアを使って成功したYouTubeのVloggerを主題としている。YouTuberのシェイ・カールと彼の家族が主演して2016年後半に公開されたこの映画は、自分達の日々の生活が記録されて世界にアップロードされるため生活がVlogによって大幅に変化した家族を追った作品である。シェイ・カールは、ウォルト・ディズニー・カンパニーが買収したYouTubeベースの動画供給会社 (Maker Studios) の共同創設者である。

このドキュメンタリーは、Vlogやデジタルコミュニティがエンターテインメント業界に及ぼす影響への関心を呼び起こし、その認知度を高める一助となったようである。

## その他の出来事
- 2005年1月 - Vloggerconという初めてのvloggerによる会議がニューヨーク市で開催された[34]
- 2006年11月 -イリーナ・スルツキーは、初となる年間ビデオブログ賞のThe Vloggiesを創設して同司会を務めた[35]。
- 2007年5月・8月 -ウォール・ストリート・ジャーナル紙は、注目の個人記事 (Personal Journal section) として1人の老婆を掲載した[36][37]。2007年8月の『ABCワールドニュース・トゥナイト』に彼女が登場し、当時オンライン動画の世界に携わる高齢者だと紹介された[38]。